# Tünel (barri)
|  | Aquest article tracta sobre el barri d'Istanbul. Si cerqueu el metro, vegeu «Tünel (metro)». |

Tünel és un barri del districte de Beyoğlu, a Istanbul. Rep el seu nom de la curta línia de metro que uneix Karaköy (antic Gàlata) amb Beyoğlu sobre l'avinguda d'İstiklal i que també s'anomena Tünel. Aquí hi ha una plaça anomenada plaça de Tünel (Tünel Meydanı).